# Roberto Goyeneche
Pour les articles homonymes, voir Goyeneche et Polaco.
Roberto Goyeneche (prononcé « Goyenètché »), né le 29 janvier 1926 à Saavedra (quartier de Buenos Aires) et mort le 27 août 1994  à Buenos Aires, était un chanteur de tango argentin d'origine basque. Il a d'abord incarné l'archétype de la vie de bohème dans le Buenos Aires des années 1950, avant de devenir une légende vivante de la scène musicale argentine.

## Biographie
Surnommé El Polaco (« le polac »), en référence à ses cheveux blonds et à sa minceur – caractéristique des immigrants polonais de l'époque en Argentine –, il est souvent identifié au quartier de Saavedra à Buenos Aires où il a grandi.
Goyeneche s'est d'abord formé dans le style de tango de Carlos Gardel, avant d'aboutir à ce style si personnel, notamment caractérisé par une grande liberté rythmique, une prononciation parfaite et une profonde inspiration. En 1944, à 18 ans, il gagne un concours local qui lui permet d'entrer dans l'orchestre de Raúl Kaplún, et il fait ses débuts sur Radio Belgrano. En 1952, Goyeneche s'associe à Horacio Salgán. En 1956, il rejoint l'orchestre de son grand ami Anibal Troilo avec lequel il enregistre 26 chansons,.
Après les débuts de sa carrière solo en 1963, il est le premier chanteur à interpréter la célèbre chanson d'Astor Piazzolla Balada para un loco.
Dans les années 1980, Goyeneche est invité à participer aux films Tangos, l'exil de Gardel et Le Sud de Fernando Solanas.
À sa mort, survenue en 1994, il était considéré comme le plus grand chanteur de tango vivant,. Aujourd'hui, une avenue porte son nom dans le quartier de Saavedra à Buenos Aires.